# Главы Алма-Аты
Это список градоначальников города Алматы за всю его историю.
В разное время городом фактически руководили люди, занимавшие различные посты и должности: генерал-губернаторы, Городские головы; в советское время — председатели Городского Исполнительного Комитета и секретари Алма-Атинского обкома партии. С 1992 года городом руководят акимы.
Местопребыванием городского исполнительного органа власти с 1994 года является здание акимата, которое ранее принадлежало ЦК Коммунистической партии Казахской ССР, а затем выступало резиденцией Президента Казахстана.

## Городские головы
| Фамилия, Имя Отчество       | Годы жизни | Должность        | Период руководства |
| --------------------------- | ---------- | ---------------- | ------------------ |
| Зенков, Павел Матвеевич     | 1831—1915  | Городской голова | 1877—1884          |
| Быков С. М.                 | ????—1901  | Городской голова | 1884—1890          |
| Лутманов, Иван Данилович    | 1846—1909  | Городской голова | 1890—1898          |
| Путолов, Александр Иванович | —          | Городской голова | 1898—1909          |
| Щепкин Я. С.                | —          | Городской голова | 1909—1913          |
| Брызгалов, Иван Львович     | 1859—1935  | Городской голова | 1913—1917          |
| Петухов С. И.               | —          | Городской голова | 1917—1918          |

## Председатели горисполкома
| Фамилия, Имя Отчество                 | Годы жизни           | Должность                 | Период руководства |
| ------------------------------------- | -------------------- | ------------------------- | ------------------ |
| Прищепа Г.                            | —                    | Председатель горисполкома | 1929—1930          |
| Ярмухамедов, Абдолла                  | —                    | Председатель горисполкома | 1930—1931          |
| Скородумов                            | —                    | Председатель горисполкома | 1932               |
| Алиев Т. М.                           | —                    | Председатель горисполкома | 1933               |
| Сарумов М. Н.                         | —                    | Председатель горисполкома | 1933—1937          |
| Конуспаев Ш.                          | —                    | Председатель горисполкома | 1937—1938          |
| Байузаков, Хасен Байузакович          | —                    | Председатель горисполкома | 1939—1941          |
| Абдыкалыков, Мухамеджан Абдыкалыкович | —                    | Председатель горисполкома | 1941—1942          |
| Шарипов, Садык Шарипович              | —                    | Председатель горисполкома | 1942—1943          |
| Орехов П. Г.                          | —                    | Председатель горисполкома | 1943—1944          |
| Милованов К. А.                       | —                    | Председатель горисполкома | 1944—1947          |
| Айбасов Х. Х.                         | —                    | Председатель горисполкома | 1947—1950          |
| Ильяшев, Рымбек Ильяшевич             | —                    | Председатель горисполкома | 1950—1952          |
| Шарипов, Исагали Шарипович            | —                    | Председатель горисполкома | 1952—1954          |
| Мамонов Ф. А.                         | —                    | Председатель горисполкома | 1954—1956          |
| Адилов, Ахмет Адилович                | —                    | Председатель горисполкома | 1956—1960          |
| Дуйсенов Е. Д.                        | 1911—1983            | Председатель горисполкома | 1960—1975          |
| Аухадиев К. М.                        | 1937— 2022           | Председатель горисполкома | 1975—1978          |
| Жакупов А. К.                         | —                    | Председатель горисполкома | 1978—1981          |
| Койчуманов А. Д.                      | —                    | Председатель горисполкома | 1981—1983          |
| Кулибаев А. А.                        | 1937—настоящее время | Председатель горисполкома | 1983—1985          |
| Нуркадилов З. К.                      | 1944—2005            | Председатель горисполкома | 1985—1991          |
| Храпунов В. В.                        | 1948—настоящее время | Председатель горисполкома | 1991—1992          |

## Главы городской администрации, акимы города Алматы
| Фамилия, Имя Отчество | Годы жизни | Должность   | Период руководства |
| --------------------- | ---------- | ----------- | ------------------ |
| Нуркадилов З. К.      | 1944—2005  | Аким города | 1992—1994          |
| Кулмаханов Ш. К.      | 1946—н.в.  | Аким города | 1994—1997          |
| Храпунов В. В.        | 1948—н.в.  | Аким города | 1997—2004          |
| Тасмагамбетов И. Н.   | 1956—н.в.  | Аким города | 2004—2008          |
| Есимов А. С.          | 1950—н.в.  | Аким города | 2008—2015          |
| Байбек Б. К.          | 1974—н.в.  | Аким города | 2015—2019          |
| Сагинтаев Б. А.       | 1963—н.в.  | Аким города | 2019—2022          |
| Досаев Е. А.          | 1970—н.в.  | Аким города | 2022—2025          |
| Сатыбалды Д. А.       | 1974—н.в.  | Аким города | с 2025—н.в.        |